# 신평중학교 (충남)
신평중학교(新平中學校)는 대한민국 충청남도 당진시 신평면 거산리에 있는 사립 중학교이다.

## 학교 연혁
- 1956년 9월 20일 : 신평고등공민학교 설립
- 1963년 12월 25일 : 중학교 설립인가
- 1964년 3월 6일 : 중학교 제1회 입학식
- 2022년 7월 1일 : 황용순 교장 제16대 교장 취임
- 2024년 1월 12일 : 중학교 제58회 졸업식
- 2024년 3월 4일 : 중학교 제61회 입학식

## 참고 자료
- 신평중학교 - 한국교육학술정보원 학교알리미